# Нюрнберзькі мейстерзінгери
«Нюрнберзькі мейстерзінгери» (нім. Die Meistersinger von Nürnberg) — опера на 3 дії німецького композитора Ріхарда Вагнера ї на власне лібрето німецькою мовою, написана в 1861—1867 роках.
Прем'єра опери відбулася в Мюнхені 21 червня 1868 року і мала значний успіх. У наступні роки опера була поставлена у Дрездені (1869), Відні і Берліні (1870), у Празі (1871, диригент Л. Сланський). У Російській імперії вперше поставлена в Петербурзі силами німецької оперної трупи (1898). У 1920-30-х роках спектакль йшов у Київській опері.

## Стисла характеристика
«Мейстерзингери» — єдина з зрілих опер Вагнера, написана на історико-побутовий сюжет, де діють бюргери і ремісники. Колоритні картини середньовічного міста, його своєрідною життя і звичаїв займають тут велике місце.
Образ Бекмессера асоціюється з його ворогом, музичним критиком Едуардом Гансліком, відомим своїми консервативними мистецькими поглядами. Серед найяскравіших сторінок опери — увертюра, монолог Сакса «Wahn! Wahn!» ! (3 д.), пісні Вальтера «Am stillen Herd» (1 д.), «Morgenlich leuchtend» (3 д.), квінтет «Selig wie die Sonne» (3 д.), фінальний хор «Ehrt eure deutschen Meister». Музика «мейстерзінгери» близька до німецького фольклору: такими є три пісні Вальтера, пісня Закса про ангела-Башмачника, пісенька Давида, хори цехів.

## Лібрето
Молодий лицар Вальтер фон Штольцінг закоханий в Єву, дочку майстра Погнера, що обіцяв її руку переможцеві на змаганні мейстерзінгерів. Вальтер вирішує брати участь у змаганні, але до цього він повинен витримати випробування. За законом мейстерзанга призначається мітчик, щоб визначити гідності або недоліки виконуваного твору. Ця роль випадає на долю писаря Бекмессера — тупого і бездарного педанта, який до того ж бачить у лицарі суперника, оскільки і сам він добивається руки Єви. Пісня Вальтера, повна натхнення, порушує норми мейстерзанга, та й Бекмессер намагається не пропустити жодної помилки. Вальтер зазнає невдачі, але найстаріший з мейстерзінгерів, благородний Ганс Сакс, відчуває в його співі прояв справжнього таланту.
Дізнавшись, що Єва, закохана у лицаря, втратила надію отримати благословення батька на шлюб і вирішує втекти з будинку, Сакс, сам люблячий її, виступає як покровитель Єви і Вальтера і перешкоджає необдуманій втечі. Налякані появою Бекмессера закохані ховаються, а писар вирішує заспівати серенаду даму серця. Сакс зайнятий шевської роботою, і стукіт його молотка заважає Бекмессеру. Вони домовляються, що Сакс буде виконувати функції мітчика, ударами молотка по підошві відзначаючи помилки. Майстер безперервно стукає молотком, співак приходить у лють і співає все більш фальшиво. Піднімається шум, прокидаються нюрнбержці, вибігають на вулицю; починається звалище, в якій неабияк дістається Бекмессеру. Рожок нічного сторожа розганяє всіх, Єва тікає в свій будинок, а Вальтера Сакс веде до себе.
Сакс спонукає лицаря виступити на змаганні мейстерзінгерів, записує його імпровізацію, допомагає авторові порадами. Увійшовши в будинок Сакса Бекмессер, побачивши записану пісню, краде її, але Сакса це мало турбує: бездарність не зможе скористатися чужим натхненням. Старий поет благословляє союз Вальтера з Євою і заручини свого учня Давида (якого він виробляє в підмайстри) з Магдаленою, служницею Єви.
На змаганні Бекмессер, не розібравши тексту вкраденої їм пісні, перебріхує слова і мелодію і, жорстоко осміяний, тікає. Виступ Вальтера увінчується успіхом. Він отримує руку Єви, золотий ланцюг і звання мейстерзінгера. Хор народу, що славиться німецьке мистецтво та Ганса Сакса, завершує оперу.